# 沃尔夫山
沃尔夫山(Mons Wolff)是坐落于月球正面亚平宁山脉西南山麓中的一座山，高3500米，底部直径35公里，月面座标为北纬16.9°、西经6.8°。
在它的西南方是醒目的厄拉多塞陨石坑(Eratosthenes)。

## 命名
该山被以德国哲学家和数学家克里斯蒂安·冯·沃尔夫之名命名为"沃尔夫山"。

## 引用

### 另请参阅
- 月球表面特征列表

### 相关文章
- 《月球表面》